# El feixisme ordinari
El feixisme ordinari (títol rus original: Обыкновенный фашизм, Obiknovenni faixizm) és un documental soviètic de 1965 del director Mikhaïl Romm.

## Argument
El documental de Mikhaïl Romm segueix l'estil forjat per la cineasta soviètica Esfir Xub, pionera en l'ús i desenvolupament de l'anomenat cinema de compilació, que consisteix en la creació de treballs inèdits (principalment documentals) a partir d'un muntatge format per altre material cinematogràfic preexistent.
Esfir Xub, pels seus pioners documentals va utilitzar material cinematogràfic oblidat pertanyent a arxius públics i de l'època del tsar. El resultat de la seva compilació va ser La caiguda de la dinastia Romànov (Падение династии Романовых, Padénie dinàstii Romànovikh), una pel·lícula on la cineasta, només a partir del reciclatge de material preexistent, va aconseguir mostrar la decadència del tsar i transmetre el missatge de la necessitat de la revolució. Seguint les passes de Xub, Mikhaïl Romm va utilitzar material pertanyent a arxius alemanys, arxius de la post-guerra pertanyent a organitzacions antifeixistes, arxius de fotografia i arxius militars confiscats als alemany per tal de compondre el seu documental El feixisme ordinari.
Deixeble del cinema d'Eisenstein, Vértov i Pudovkin, Mikhaïl Romm va saber explotar amb excel·lència els recursos expressius que ofereix el montage, l'acompanyament musical i l'elecció de propagandístics discursos per tal de caracteritzar brillantment el règim nacional-socialista. El resultat, és una punyent pel·lícula que amb la combinació de les seves imatges i música aconsegueix commocionar greument l'espectador.
Una curiositat de la pel·lícula la constitueix el fet que els comentaris van ser realitzats pel mateix Romm. Inicialment, el cineasta havia buscat un locutor per aquesta feina, però per recomanació expressa dels seus companys que havien observat els primers resultats, Romm va accedir a elaborar ell mateix un propi text. Finalment els comentaris, pel seu peculiar lèxic i entonació, van esdevenir un dels principals trets identitaris de la pel·lícula.
Mikhaïl Romm utilitza preses "in extremis" en el seu documental. Per exemple, servint-se de la reproducció inversa de seqüències amb la qual aconsegueix repeticions de moviments com el petó d'un funcionari del partit nazi amb l'industrial Alfred Krupp von Bohlen und Halbach, amb el qual Romm pretén subratllar el servilisme del partit nazi amb el capital. Un altre exemple és la congelació d'imatges, sobretot de cares amb expressions poc atractives de líders nazis. Amb aquests tipus de preses, Romm mostra un alt domini de les diferents tècniques cinematogràfiques alhora que convenç transmetre el caràcter totalitari del règim nazi i la seva manipulació de consciències.
La pel·lícula de Mikhaïl Romm és un dels documentals propagandístics més destacats del règim soviètic. De fet, l'explotació dels recursos expressius que fa Romm en documentals el situen al costat de directors com Samari Zelikin, autor de Шинов и другие (Xínov i druguie, 1967). Zelikin ja s'havia encarregat abans de Romm de posar la veu als comentaris d'una pel·lícula i fins i tot s'havia posat davant la càmera com a recurs expressiu pels seus propagandístic documentals soviètics. Però malgrat el gran reconeixement amb el que va comptar per part del col·lectiu professional, en general les seves pel·lícules no van gaudir de massa popularitat per comptar amb una línia política i social massa aguda i poc accessible al gran públic.

## Influències
El cineasta soviètic Vadim Abdraixítov va reconèixer en una entrevista que pel·lícules com El feixisme ordinari l'havien empès a fer-se director de cinema. En particular, el cineasta soviètic va manifestar que la pel·lícula de Romm no només mostra l'essència del règim nazi sinó de qualsevol règim totalitari en general, posa també en evidència els principis de funcionament del seu aparell de propaganda i ensenya els patrons de conducta de les masses.